# Assedio di Piacenza (69)
L'assedio di Piacenza è stato un assedio svoltosi nel 69 durante l'Anno dei quattro imperatori, fra le forze del vitelliano Aulo Cecina Alieno e la città di Piacenza, fedele a Otone.

## Contesto storico e strategico
L'ala Siliana, acquartierata presso il Po, aveva giurato fedeltà a Vitellio, e quando Cecina, che stava valicando le Alpi, ne venne a conoscenza vi mandò incontro dei rinforzi prima che giungesse tutto il suo esercito. L'ala Siliana riuscì a sorprendere fra Pavia e Piacenza 100 cavalieri e 1000 marinai, riuscendo così a liberarsi la strada verso quest'ultima, attraversando il Po di sorpresa davanti alla città riuscendo a terrorizzare gli esploratori che non avevano ucciso a tal punto da far loro dire per lo spavento che fosse arrivato l'intero esercito di Cecina.
Vestricio Spurinna, che governava Piacenza, sapeva che ciò non era vero e che se fosse giunto Cecina sarebbe stata stoltezza fare uscire l'esercito numericamente inferiore e composto solo tre coorti pretorie, mille vessillarii e pochi cavalieri. Tuttavia questi soldati, sfrenati ed inesperti, si precipitarono in armi contro Spurinna stesso, senza ascoltare i centurioni ed i tribuni, dichiarando che Otone era stato tradito e Cecina aiutato nella sua impresa. Spurinna finì poi per associarsi ai soldati, fingendo anche un'adesione volenterosa per far sì che venissero ascoltati i suoi consigli. Quando però si dovette costruire un castra aestiva, quei soldati, abituati alla vita cittadina, esaurirono il loro entusiasmo. Iniziarono quindi a comprendere la loro scellerataggine, e come sarebbe stato pericoloso affrontare in campo aperto Cecina, se ci fosse stato effettivamente. Lodarono quindi Spurinna per la previdenza e vennero da questi ricondotti in città, ora disposti a seguire gli ordini. Furono quindi rafforzate le mura, aggiungendo baluardi davanti alle porte ed innalzando torri.
Tempo dopo Cecina stesso attraversò il Po e decise di assaltare Piacenza in modo formidabile "conscio che dalla riuscita delle prime azioni di guerra si sarebbe formata la fama per tutte le altre".

## Assedio
Malgrado i propositi di Cecina, il primo giorno si consumò in attacchi impetuosi, piuttosto di azioni tattiche degne di veterani: i soldati assaltarono le mura senza precauzioni ed appesantiti dal cibo e dal vino. In questo primo assalto fu incendiato l'anfiteatro, costruito fuori dalla città, e ciò accadde o per opera degli attaccanti che lanciavano all'interno delle mura fiaccole, globi infuocati e dardi incandescenti o per i difensori che li rilanciavano indietro. Alcuni piacentini invece sospettavano che fossero stati gli abitanti di altri comuni per invidia del loro anfiteatro, allora il più capiente d'Italia. Cecina fu ricacciato dopo molte perdite.
La notte fu trascorsa dai Vitelliani preparandosi per il giorno successivo, costruendo parapetti mobili, graticci e vinee per scavare sotto le mura. Gli Otoniani invece approntarono pali appuntiti ed accumularono pietre, piombo e bronzo per rompere i ripari dei nemici e schiacciarli.
All'alba quindi le armate di Cecina assaltarono la città, le legioni in formazione serrata e gli ausiliari in ordine sparso, scagliando sassi e frecce contro l'alto delle mura ed attaccando i punti difensivi più deboli per vecchiezza. Dall'alto colpivano con lanci di giavellotti più forti e precisi i Germani che assaltavano alla rinfusa, mezzi nudi e con canti selvaggi, proteggendosi agitando gli scudi in alto. I legionari vitelliani, protetti dai ripari costruiti, scalzano le mura in basso, innalzano terrapieni e si preparano a sfondare le porte, mentre dall'alto si facevano rotolare contro quelli enormi macigni. Questi travolsero gli assalitori, ed il panico che ne seguì accrebbe la strage. Cecina, vergognandosi di questo assalto così imprudente, si ritirò oltre il Po verso Cremona.